# 池田徳真
池田 徳真（池田 徳眞、いけだ のりざね、1904年（明治37年）6月16日 - 1993年（平成5年）12月6日）は、因州池田家第17代当主。

## 生涯
侯爵池田仲博の次男として東京市麻布区市兵衛町で生まれた。「徳」の字は大伯父にもあたる第14代当主・池田慶徳からの偏諱である。
1921年（大正10年）1月26日、横浜正金銀行頭取の原六郎夫人である登美子から、衆議院議員の根本正が訳した『日々の力』（メアリ・ダブリュー・ティレストン著）という、一日毎に聖書の一節が書いてある本をもらい、初めて聖書の聖句触れた。このことを徳眞は、自分がクリスチャンになるための主のお導きとしている。同年2月に学習院にてクリスチャンの友人から伝道されたが、信仰へは至らなかった。
翌年、徳眞に第二の主のお導きが訪れた。父方の縁戚である朽木綱貞子爵の妻、芳子夫人から、新約聖書と、ジョン・バニヤンの『天路歴程』、ヨセフ物語を題材とした『おとし穴より』と他2冊のキリスト教に関する書籍を贈呈される。このうち新約聖書には、徳眞が学習院小学校時代の級友で、机が隣だった朽木昌綱の写真が貼ってある記念品であった（昌綱は朽木夫妻の息子で、小学1年生を終えた頃にジフテリアで若死にした）。しかし、家に持ち帰って数日後、徳眞がキリスト教に興味を持つことを快く思わなかった両親が新約聖書のみ没収する。
新約聖書のみ没収されたことを耳にした朽木夫妻は、1923年（大正12年）4月23日、徳眞を自宅へ呼び、「信仰というものは個人ことで、親が干渉すべきことではありません。だからこの聖書は、あなたのものです」と、改めて英語版と日本語版の旧新約聖書を贈呈した。この時、綱貞は旧約聖書の「詩篇」103篇15-16節と「伝道の書」5章10-11節を引用して徳眞に「今あなたの家はお金持ちです。しかし、富よりも、科学よりも、もっと貴いことが、この聖書には書いてあるのです。よく勉強しなさい」と言った。この第三の主のお導き（本人曰く、第三段階）が、徳眞がクリスチャンになる、きっかけとなった。
同年9月1日、鎌倉で関東大震災に罹災し、母、池田亨子を失う。何故、母だけが死ななければならなかったのかと悩む中、同年11月に朽木夫妻にメソジストの日本伝道隊として活動していた御牧碩太郎を紹介され、（本人曰く第四段階）教会や集会に通うようになり信仰を深めていった。
- 1928年（昭和3年）4月1日、東京帝国大学文学部言語学科に入学。旧約聖書に使われているヘブル語を中心に学ぶ。
- 1929年（昭和4年）4月10日、山下信義宅にて御牧碩太郎により浸礼を受ける。
- 1931年（昭和6年）3月31日、東京帝国大学文学部言語学科卒業。卒業論文は「旧約聖書にあるアラム語の研究」。同年5月16日、朽木夫妻の娘、美知子と結婚。
- 1932年（昭和7年）6月17日、夫婦揃って渡英へ。日本郵船の照国丸でフランス・マルセイユを目指して神戸を出港。
- 1933年（昭和8年）10月1日、イギリスのオックスフォード大学ベリオール・カレッジに入学。
- 1935年（昭和10年）12月31日、同大学を自主退学
- 1943年（昭和18年）11月3日から、アメリカ軍捕虜による対米ラジオ放送「日の丸アワー」に関わった。実際の放送期間は1943年（昭和18年）12月2日から1945年（昭和20年）8月14日まで。晩年に戦時中の活動や信仰生活に関する回顧録を著している。

## 主な著書
- 『日の丸アワー - 対米謀略放送物語』 中公新書、1979年
- 『プロパガンダ戦史』 中公新書、1981年。中公文庫、2015年（解説佐藤優）
- 『イギリス人、フランス人、ドイツ人の性格』 学生社、1991年
- 『恩寵と復活 - 徳川15代将軍の孫がつづる信仰の軌跡』 キリスト新聞社、1993年

## 家系
父母
- 父 池田仲博（侯爵）

おもな兄弟姉妹
- 弟：朽木綱博（朽木綱貞の養子）
- 弟：荒尾博正

配偶
- 妻 朽木美知子（1907年 - 没年不明、朽木綱貞の娘）

子女
- 娘：池田百合子（1933年 - 、第18代当主（最後の当主）。夫は池田敏夫）
  - (婿)養子：池田敏夫（1934年 - 、父は池田四郎）
- 娘：英子（1936年 - ）
- 娘：惠美子（1938年 - 、夫：マイヤー・ハンス）

江戸幕府第15代将軍・徳川慶喜は祖父にあたる（父・池田仲博の実父）。
次代当主となった娘の百合子は、養子を迎えているが後継者ではなく、当代限りで（旧鳥取藩主家としての）役目終焉を表明している。
この経緯により、東京多磨霊園にあった鳥取藩主池田家の墓は、平成15年（2003年）に鳥取市立川町の大雲院境内に移築改葬され、「史跡鳥取藩主池田家墓所保存会」が設けられた。